# Friedrich Pfaff

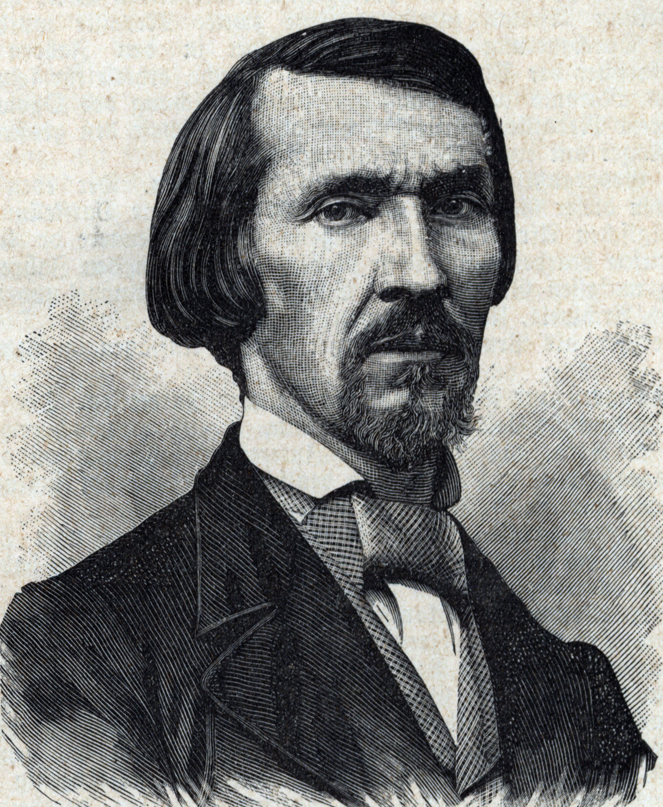
Friedrich Pfaff, 1886

Alexius Burkhard Immanuel Friedrich Pfaff (* 17. Juli 1825 in Erlangen; † 18. Juli 1886 ebenda) war ein deutscher Geologe und Professor für Mineralogie an der Universität Erlangen.

## Leben
Friedrich Pfaff war ein Sohn des Mathematikers und Astronomen Johann Wilhelm Andreas Pfaff und ein Enkel von Friedrich Burkhard Pfaff. Sein älterer Bruder war Hans Heinrich Ulrich Vitalis Pfaff, der wie der Vater Mathematikprofessor wurde, seine jüngere Schwester war Paula/Pauline Damajanti Pfaff, die später den Publizisten Karl Brater heiratete und die Mutter der Dichterin Agnes Sapper wurde.
Friedrich Pfaff besuchte die Schule in Erlangen und studierte dann in Erlangen, München, Prag und Berlin Mathematik, Medizin, Geologie und Mineralogie. Während seines Studiums wurde er im Winter-Semester 1842/43 Mitglied der Burschenschaft der Bubenreuther Erlangen. Nach der Promotion 1848 zum Doktor der Medizin habilitierte er sich 1853 mit einer Schrift über den Grundriß der mathematischen Verhältnisse der Krystalle für Mineralogie und wurde Privatdozent an der Universität Erlangen. Er konstruierte 1857 ein Kompass-Goniometer für die Metallurgie und Instrumente zur Bestimmung der Härte von Mineralien. Als erster Geologe untersuchte er das Walberla, einen Zeugenberg des Weißjura bei Forchheim.
1859 (nach andern Quellen 1863) wurde Pfaff als Nachfolger Karl Georg von Raumers zum ordentlichen Professor der Mineralogie an der Universität Erlangen ernannt. Ab 1879 war er außerordentliches Mitglied der königlich bayerischen Akademie der Wissenschaften in München. Im Jahr 1882 wurde er zum Mitglied der Leopoldina gewählt. Seit 1965 trägt die Insel Pfaff Island in der Antarktis seinen Namen.

## Wirken
1855 erschien sein Werk Die Schöpfungsgeschichte mit besonderer Berücksichtigung des biblischen Schöpfungsberichtes. Dieses antidarwinistische Buch erlebte mehrere Auflagen. Pfaff bemühte sich darin, Diskrepanzen zwischen dem biblischen Schöpfungsbericht und geologischen Forschungsergebnissen aufzulösen. Ähnliche Ziele hatte seine Schrift Die Entwickelung der Welt auf atomistischer Grundlage von 1883.
Zahlreiche weitere Publikationen Pfaffs sind geologisch-empirischer Art, etwa Die vulkanischen Erscheinungen von 1872, Untersuchungen von Schichtenstörungen  oder Der Mechanismus der Gebirgsbildung von 1880, in dem er gegen die Schrumpfungstheorie der Erde von Albert Heim argumentierte. Regionalgeologisch schrieb er u. a. über Dolomite des Fränkischen Jura (1851–52) und Tonschiefer der Glarner Alpen, in der Kristallografie zu Schwerspat und Feldspat, zu Wärmeausdehnung und Druckeffekten von Kristallen. Als Lehrbücher konzipierte er hingegen die Werke Grundriß der Mineralogie (Nördlingen 1860) und Grundriß der Geologie (Leipzig 1876).
Die Astronomie berühren seine Schriften Geologische Bedenken gegen annoch thätige Mondvulkane, die sich 100 Jahre später bestätigten, und zum Klimaeinfluss der Apsidenlinie der Erdbahn. Geophysikalisch interessant sind Untersuchungen von Gletscherbewegungen und der o.e. Mechanismen der Gebirgsbildung.
Neben seinen fachwissenschaftlichen Werken schrieb Pfaff auch unter dem Einfluss christlich-sozialpolitischen Gedankenguts eher populärwissenschaftliche Abhandlungen, die Titel wie Anfang und Ende unserer Sonne trugen und zum Teil in den Zeitfragen des christlichen Volkslebens erschienen. Er fungierte außerdem zusammen mit Emil Frommel als Herausgeber der Sammlung von Vorträgen für das deutsche Volk und schrieb den ersten Beitrag für diese Reihe, Kraft und Stoff, selbst.